# Шамші-Адад II
Шамші-Адад II — ассирійський правитель початку XVI століття до н. е.
Його правління припадало на смутні часи ассирійської історії